# Pierre Maraval (historien)
Pour les articles homonymes, voir Pierre Maraval.
Pierre Maraval, né à Roquecourbe le 31 août 1936 et mort le 6 mars 2021 à Toulouse, est un historien et universitaire français, éditeur et traducteur, spécialiste du christianisme des premiers siècles et de l'Antiquité tardive.

## Biographie

### Jeunesse et formation
Né dans une famille modeste, Pierre Maraval tient de sa mère, très pieuse, un engagement religieux qui le conduit au petit séminaire,. Il entre brièvement dans un monastère dans lequel il exerce la fonction de bibliothécaire.
Licencié en théologie catholique en 1964, Pierre Maraval enseigne la patristique au studendat des Rédemptoristes de Dreux de 1967 à 1970. Il est invité en parallèle à l'Académie alphonsienne, à l'Université pontificale du Latran, mais affirme son goût pour les langues anciennes. Il soutient une thèse en 1971 sur la Vie de sainte Macrine de Grégoire de Nysse, dont il établit le texte avant de le traduire et de le commenter, sous la direction de l'helléniste Marguerite Harl.
En 1974, Pierre Maraval est agrégé de lettres et docteur d'État en 1983. En 1985, il soutient une nouvelle thèse en histoire intitulée Lieux saints et pèlerinages d'Orient. Histoire et géographie des origines à la conquête arabe. 

### Carrière universitaire
Pierre Maraval est maître-assistant et professeur à l'université Strasbourg II de 1971 à 1998, professeur à l'université Paris-Sorbonne de 1998 à 2004, puis professeur émérite de la même université,.
Membre de la Société des antiquaires de France, du Comité Français des Études Byzantines et de l’Association pour l’Antiquité Tardive, il est professeur invité dans plusieurs universités européennes (université de Lausanne et université catholique de Louvain) et nord américaines et membre du comité éditorial de certains nombres de revues académiques. Il occupe également le poste de directeur du Centre d’analyse et de documentation patristiques entre 1987 et 1995.

## Travaux de recherche

### Travail d'édition
Pierre Maraval est connu pour son travail d'édition de textes rares. Citons entre autres le Journal de voyage d’Egérie (fin du ive siècle), une série de onze textes réunis dans Récits des premiers pèlerins chrétiens au Proche-Orient (ive au viie siècle), ainsi que différentes œuvres de Grégoire de Nysse.

## Publications
- Grégoire de Nysse, Vie de sainte Macrine, édition et traduction, Paris, Cerf, 1971 ("Sources Chrétiennes", no 178)[3].
- Égérie, Journal de voyage (Itinéraire), édition et traduction, Paris, Cerf, 1982[7] ("Sources Chrétiennes", no 296).
- Lieux saints et pèlerinages d'Orient. Histoire et géographie des origines à la conquête arabe, Paris, Cerf, 1985; 2004; Cerf/CNRS 2011[3].
- La Passion inédite de S. Athénogène de Pédachthoé en Cappadoce, édition et traduction, Bruxelles, Société des Bollandistes, 1990.
- Grégoire de Nysse, Lettres, édition et traduction, Paris, Cerf, 1990 ("Sources Chrétiennes", no 363).
- Procope de Césarée, Histoire secrète, traduction annotée, Paris, Les Belles-Lettres, 1990, 2000.
- Les persécutions des chrétiens pendant les quatre premiers siècles, Paris, Desclée, 1992.
- Petite vie de Saint-Jérôme, Paris, Desclée, 1998.
- Récits des premiers pèlerins chrétiens au Proche-Orient, IVe – VIIe siècle, Textes choisis, présentés, traduits et annotés, Paris, Cerf, 1996.
- Le christianisme de Constantin à la conquête arabe, Paris, PUF, "Nouvelle Clio", 1997[8].
- L'empereur Justinien, Paris, PUF (coll. « Que sais-je ? »), 1999[9]; CNRS Éditions, 2012.
- Eusèbe de Césarée, La théologie politique de l’empire chrétien. Louanges de Constantin, traduction annotée, Paris, Cerf, 2001.
- Socrate de Constantinople. Histoire Ecclésiastique, édition et traduction, 4 volumes, Paris, , Cerf, 2004-2007 ("Sources Chrétiennes", no 477, 493, 505, 506).
- Le christianisme des origines à Constantin, Paris, PUF, "Nouvelle Clio", 2006[10] (en collaboration avec Simon Claude Mimouni).
- Agathias, Histoires. Guerres et malheurs du temps sous Justinien, traduction annotée, Paris, Les Belles-Lettres, 2007.
- Théodose le Grand. Le pouvoir et la foi, Paris, Fayard, 2009[3],[11].
- Actes et Passions des martyrs chrétiens des premiers siècles, traduction annotée, Paris, Cerf, 2010.
- Discours et Lettres de Constantin, traduction annotée, Paris, Les Belles-Lettres, 2010.
- Constantin le Grand, Paris, Éditions Tallandier, 2011, 2014[3],[12].
- Les fils de Constantin, Paris, CNRS Éditions, 2013[3],[13].
- Grégoire de Nysse, Éloge de Grégoire le Thaumaturge, Éloge de Basile, édition et traduction, Paris, Cerf, 2014.
- Justinien. Le rêve d'un empire chrétien universel, Paris, Éditions Tallandier, 2016[14].
- Alexandre le Grand et les brahmanes (Palladios d'Hélénopolis, La vie des brahmanes suivi de Correspondance d'Alexandre et de Dindime (Anonyme), traduction, Paris, Les Belles-Lettres, 2016[3].
- Grégoire de Nysse, Lettre canonique, lettre sur la pythonisse et six homélies pastorales, édition et traduction, Paris, Cerf, coll. « Sources Chrétiennes » no 588, 2017 .

## Distinctions

### Décorations
- Commandeur de l'ordre des Palmes académiques.

### Récompenses
- Prix François-Millepierres de l'Académie française (2010)[3],[15] ;
- Docteur honoris causa de l'Université catholique de Louvain (2000)[3],[16],[17] ;